# Oliver Lodge
Pour les articles homonymes, voir Lodge.
Oliver Joseph Lodge (12 juin 1851 à Penkhull - 22 août 1940 à Wilsford cum Lake, près de Salisbury, dans le Wiltshire) est un physicien britannique.

## Biographie
Il améliora très nettement la sélectivité et l'efficacité des émetteurs et des récepteurs radiotélégraphiques grâce à l'utilisation de circuits oscillants résonnants accordés sur la même fréquence, principe appelé syntonie (brevet en 1897). 
Il étudia également les effets de la foudre, les cellules photovoltaïques et l'électrolyse.
Il s'intéresse à l'électroculture pour laquelle il  met au point un dispositif.
Vers 1894 il perfectionna le radioconducteur de Branly en y adjoignant un dispositif pour décohérer la limaille et lui rendre sa sensibilité. Il put ainsi effectuer des transmissions sur quelques dizaines de mètres. Ce détecteur d'ondes hertziennes a permis à Guglielmo Marconi de réaliser des liaisons à grande distance en radiotélégraphie.
Il invente en 1897 l'antenne discône et l'antenne biconique.
Il est lauréat de la Médaille Rumford en 1898.
Il mena une étude scientifique du spiritisme dont il publia les conclusions en 1930 dans The Reality of a Spiritual World (La réalité du monde spirituel) et Conviction of Survival (Conviction de la survivance).

## Publications
- Les théories modernes de l'électricité, essai d'une théorie nouvelle (1889), trad. E. Meylan, Gauthier-Villars, 1891[4].
- Sur les électrons (1902), préfacé par Paul Langevin, Gauthier-Villars (Paris), 1906[5].
- La vie et la matière (Life and Matter. A Criticism of Professor Haeckel's 'Riddles of the Universe' , 1905), trad. Joseph Maxwell, Alcan, 1909.
- La survivance humaine, étude de facultés non encore reconnues (1909), trad. H. Bourbon, Alcan, 1912[6].
- Raymond, ou La vie et la mort (1916), trad. abrégée, Payot, 1920.
- Pourquoi je crois à l'immortalité personnelle (1928), trad., J. Meyer, 1929[7].
- L'évolution biologique et spirituelle de l'homme, essai optimiste, trad. Louise Favre et Frédéric Stephens, 1925.
- Modern Views of Electricity, 1889.
- Pioneers of Science, 1893.
- The Work of Hertz and Some of His Successors, 1894. (après Signalling Through Space Without Wires, 1900)
- Electric Theory of Matter, 1904.
- Life and Matter, 1905.
- Public Service versus Private Expenditure, coécrit avec Sidney Webb, 1905.
- The Substance of Faith Allied With Science. A Catechism for Parents and Teachers, 1907.
- Electrons, or The Nature and Properties of Negative Electricity, 1907.
- Man and the Universe, 1908.
- Survival of Man, 1909.
- The Ether of Space, Mai 1909.  (ISBN 1-4021-8302-X),  (ISBN 1-4021-1766-3).
- Reason and Belief, 1910, Février 2000.  (ISBN 1-58509-226-6)
- Modern Problems, 1912.
- Science and Religion, 1914.
- The War and After, 1915.
- Raymond or Life and Death, 1916.
- Christopher, 1918.
- Raymond Revised, 1922.
- The Making of Man, 1924.
- Of Atoms and Rays, 1924.
- Ether and Reality, 1925.  (ISBN 0-7661-7865-X)
- Relativity – A very elementary exposition, Londres, 11 juin 1925.
- Talks About Wireless, 1925.
- Ether, Encyclopædia Britannica, treizième édition, 1926.
- Evolution and Creation, 1926.
- Science and Human Progress, 1927.
- Modern Scientific Ideas, 1927.
- Why I Believe in Personal Immortality, 1928.
- Phantom Walls, 1929.
- Beyond Physics, or The Idealization of Mechanism, 1930.
- The Reality of a Spiritual World, 1930.
- Conviction of Survival, 1930.
- Advancing Science, 1931.
- Past Years: An Autobiography, 1932, 2012.
- My Philosophy, 1933.